# Суботиця Подравська
Субо́тиця По́дравська (хорв. Subotica Podravska) — село на північному заході Хорватії, в громаді Расіня Копривницько-Крижевецької жупанії. Розташоване над автомагістраллю D2.
46°11′20″ пн. ш. 16°44′20″ сх. д. / 46.18889° пн. ш. 16.73889° сх. д.

## Населення
Населення за даними перепису 2011 року становило 510 осіб.
Динаміка чисельності населення поселення: